# 카자흐스탄의 세계유산

카자흐스탄의 세계유산은 유네스코에서 지정한 카자흐스탄의 세계유산이다. 카자흐스탄은 3건의 문화유산과 2건의 자연유산이 등재되어 있다.

## 목록

### 문화유산
| No. | 사진 | 등록명                           | 소재지                                         | 등록년도 | 등록기준          | 유네스코 지정번호 | 비고                            |
| 1   |      | 코자 아흐메드 야사위의 영묘      | 투르키스탄주                                   | 2003년   | (ⅰ), (ⅲ), (ⅳ)     | 1103              |                                 |
| 2   |      | 탐갈리 고고 경관의 암면 조각     | 알마티주                                       | 2004년   | (ⅲ)               | 1145              |                                 |
| 3   |      | 실크로드 : 창안-톈산 회랑 도로망 | 카자흐스탄 알마티주 · 잠빌주 키르기스스탄 중국 | 2014년   | (ⅱ), (ⅲ) (ⅴ), (ⅵ) | 1442              | 중국 · 키르기스스탄과 공동 등재 |

### 자연유산
| No. | 사진 | 등록명                                  | 소재지                               | 등록년도 | 등록기준 | 유네스코 지정번호 | 비고                                    |
| 1   |      | 카자흐스탄 북부 사랴르카 초원·호수 지역 | 코스타나이주 아크몰라주              | 2008년   | (ⅸ), (ⅹ) | 1102              |                                         |
| 2   |      | 톈산산맥 서부지역                       | 카자흐스탄 키르기스스탄 우즈베키스탄 | 2016년   | (ⅹ)      | 1490              | 키르기스스탄 · 우즈베키스탄과 공동 등재 |

## 지역별 분포
문화유산
 자연유산
 복합유산